# TV-teater i Sverige – Spelåret 1967/68

## Taluppsättningar spelåret 1967/68
| Titel                                | Datum             | Manus                                         | Regissör            | I rollerna (urval)                         | Övrigt                                    |
| ------------------------------------ | ----------------- | --------------------------------------------- | ------------------- | ------------------------------------------ | ----------------------------------------- |
| Tågkupén                             | 1967-08-06        | Johnny Speight                                | Lennart Olsson      | Carl Åke Eriksson, Åke Engfeldt            | En svart TV-komedi                        |
| Fruns salig mor                      | 1967-08-06        | Georges Feydeau                               | Håkan Ersgård       | Catrin Westerlund, Frej Lindqvist m.fl.    | Fars                                      |
| Britannicus                          | 1967-09-04        | Jean Racine                                   | Hans Dahlin         | Per Oscarsson, Ulla Sjöblom m.fl.          | Tragedi                                   |
| Han slog mig                         | 1967-09-11        | Clas Engström                                 | Håkan Ersgård       | Lars Lind, Eva Engström m.fl.              | TV-spel                                   |
| Glasmenageriet                       | 1967-09-24        | Tennessee Williams                            | Gunnel Broström     | Inga Tidblad, Tina Hedström m.fl.          | Pjäs                                      |
| Jämsides                             | 1967-09-26        | Bengt Bratt                                   | Bernt Callenbo      | Sven Wollter, Pia Rydvall m.fl.            | TV-pjäs                                   |
| Den söndagen då ingenting hände      | 1967-10-01        | Bo Sköld                                      | Bo Sköld            | Tor Isedal, Marianne Wesén                 | Ett stycke för TV                         |
| Proviekationer                       | 1967-10-02        | Eva Moberg                                    | Håkan Ersgård       | Gerd Hagman, Sif Ruud m.fl.                | Satirisk revy                             |
| Hjälten på den gröna ön              | 1967-10-22        | John Millington Synge                         | Kurt-Olof Sundström | Lars Passgård, Stig Järrel m.fl.           | Pjäs                                      |
| Katarina                             | 1967-10-30        | Birgitta Stenberg och Johan Bergenstråhle     | Johan Bergenstråhle | Jan Erik Lindqvist, Anita Björk m.fl.      | TV-spel                                   |
| Polis, polis                         | 1967-11-06        | Sławomir Mrożek                               | Jerzy Gruza         | Torsten Lilliecrona, John Harryson m.fl.   | Komedi                                    |
| Lönnmördarna                         | 1967-11-19        | Lindsay Hardy                                 | Kåre Santesson      | Ulf Johanson, Isa Quensel m.fl.            | TV-spel                                   |
| ABC                                  | 1967-12-04        | Birger Christoffersson och Ingemar Leijonborg | Ingemar Leijonborg  | Gösta Ekman, Monica Ekman m.fl.            | TV-spel                                   |
| Den nakne mannen och mannen i frack  | 1967-12-17        | Dario Fo                                      | Hans Dahlin         | Jan-Olof Strandberg, Heinz Hopf m.fl.      | Fars                                      |
| Etienne                              | 1967-12-31        | Jacques Deval                                 | Lars Löfgren        | Pia Rydvall, Jan Erik Lindqvist m.fl.      | Komedi                                    |
| Den gyllene porten                   | 1968-01-07        | Davíð Stefánsson                              | Yngve Nordwall      | Arne Nyberg, Berta Hall m.fl.              |                                           |
| Leleus testamente                    | 1968-01-27        | Roger Martin du Gard                          | Mimi Pollak         | Edvin Adolphson, Gerd Hagman m.fl.         | Tragikomisk fars                          |
| Bombi Bitt och jag Serie i 5 avsnitt | 1968-01-- 1968-02 | Fritiof Nilsson Piraten                       | Bengt Lagerkvist    | Stellan Skarsgård, Reiner Albrecht m.fl.   |                                           |
| Repetitionen                         | 1968-01-28        | Jean Anouilh                                  | Håkan Ersgård       | Marianne Aminoff, Georg Rydeberg m.fl.     | Komedi                                    |
| Hönssoppa med korngryn               | 1968-02-12        | Arnold Wesker                                 | Jan Molander        | Olof Bergström, Sif Ruud m.fl.             | Pjäs                                      |
| Rötter                               | 1968-02-19        | Arnold Wesker                                 | Hans Dahlin         | Anita Wall, Anna Schönberg m.fl.           | Pjäs                                      |
| Jag talar om Jerusalem               | 1968-02-26        | Arnold Wesker                                 | Jan Molander        | Per Ragnar, Pia Rydvall m.fl.              |                                           |
| Lekar i kvinnohagen                  | 1968-03-11        | Sven Delblanc                                 | Gunnel Broström     | Georg Rydeberg, Inga Gill m.fl.            | Lustspel                                  |
| Lärda fruntimmer                     | 1968-03-24        | Molière                                       | Keve Hjelm          | Olof Bergström, Gunnel Broström m.fl.      | Komedi                                    |
| Regeln och undantaget                | 1968-03-31        | Bertolt Brecht                                | Kurt-Olof Sundström | Ernst-Hugo Järegård, Frej Lindqvist m.fl.  | Moralitet                                 |
| I samma rum                          | 1968-04-08        | Björn Håkanson                                | Per Ragnar          | Pia Rydvall, Sven Wollter m.fl.            | TV-pjäs                                   |
| Påsk                                 | 1968-04-14        | August Strindberg                             | Åke Falck           | Sif Ruud, Tor Isedal m.fl.                 |                                           |
| Exercis                              | 1968-04-22        | Bengt Bratt                                   | Lars Löfgren        | Hans Dahlin, Lennart Lundh m.fl.           | TV-spel                                   |
| Grannarne                            | 1968-05-03        | August Blanche                                | Bernt Callenbo      | Ernst-Hugo Järegård, Mona Malm             | Scenisk dialog (Testsändning med färg-tv) |
| Rätt man                             | 1968-06-06        | Lars Ardelius                                 | Jan Halldoff        | Pia Rydvall, Christer Ekman m.fl.          | TV-spel                                   |
| Nina                                 | 1968-05-19        | André Roussin                                 | Jan Molander        | Margaretha Krook, Gunnar Björnstrand m.fl. | Komedi                                    |
| Pymalion                             | 1968-06-02        | George Bernard Shaw                           | Kåre Santesson      | Gunnar Björnstrand, René Björling          | Komedi                                    |
| Hans mellan Peter och Sven-Åke       | 1968-06-10        | Marie Louise Ramnefalk                        | Herman Ahlsell      | Kerstin Tidelius, Rune Ottoson             |                                           |
| Den nye hyresgästen                  | 1968-07-15        | Eugène Ionesco                                | Sten Lonnert        | Isa Quensel, Heinz Hopf m.fl.              |                                           |